# Tanytarsus camptotmus
Tanytarsus camptotmus är en tvåvingeart som först beskrevs av August Friedrich Thienemann och Jean-Jacques Kieffer 1916.  Tanytarsus camptotmus ingår i släktet Tanytarsus och familjen fjädermyggor.
Artens utbredningsområde är Sverige. Inga underarter finns listade i Catalogue of Life.